# The Night Before Christmas (phim 1941)
The Night Before Christmas (Đêm trước lễ Giáng sinh) là một phim hoạt hình của Mỹ năm 1941 và là tập phim thứ ba trong series phim hoạt hình đình đám Tom và Jerry của đạo diễn William Hanna và Joseph Barbera, được sản xuất bởi Fred Quimby và hoạt hình bởi Jack Zander, George Gordon, Irven Spence và Bill Littlejohn. Phim được đề cử cho giải Oscar năm 1941 cho Phim ngắn hoạt hình hay nhất, nhưng thua phim hoạt hình về Chuột Mickey là Lend A Paw.

## Cốt truyện
Đó là đêm Giáng sinh và không có gì là khuấy động. Nhưng Jerry xuất hiện từ lỗ của mình để tránh một cái bẫy chuột có chủ đề Giáng sinh được đặt bởi lỗ của anh ta. Jerry đến gần những món quà Giáng sinh, nhảy vui vẻ quanh gốc cây, liếm gậy kẹo và nhảy lên một con sư tử đồ chơi sang trọng ré lên. Jerry tiếp tục nhảy lên món đồ chơi mềm, nhưng nảy quá mạnh và đáp xuống Tom, người mà anh ta vô tình thức dậy. Tom gầm gừ và ngay trước khi anh ta có thể ăn Jerry, con chuột suy nghĩ nhanh chóng lấy một nhãn dán "Không mở 'Til Xmas" gần đó và tát nó vào miệng Tom.
Jerry bị truy đuổi giữa vô số đồ chơi (dừng lại một lúc để bắn nút chai súng trường lừa vào Tom) và trốn trong ánh sáng thần tiên Giáng sinh, khiến anh ta phát sáng. Không bị lừa, Tom tóm lấy Jerry và ngay lập tức bị điện giật. Jerry trốn giữa một số lính đồ chơi, nhưng Tom phát hiện ra anh ta và con chuột chạy đi, chào con mèo như một người lính thực sự. Tom đuổi theo Jerry nhưng bị chặn lại bởi hàng rào vượt cấp. Một chuyến tàu đồ chơi đi ngang qua, với nhiều toa tàu. Jerry ngồi trên đầu tàu, vẫy tay chào Tom và kéo mặt. Khi tàu đi vào mô hình của một đường hầm và Jerry đập đầu anh ta, đẩy anh ta vào đường ray. Anh ta chạy qua đường hầm, bị Tom truy đuổi, người đánh sập đường hầm. Jerry giấu bên trong một chiếc găng tay đấm bốc và nhét con mèo khó hiểu vào mặt trước khi chạy ra sau cây thông Noel. Tom, giờ đang tự vũ trang cho mình một chiếc găng tay đấm bốc, đi theo anh ta và thấy anh ta nhảy vào một cái hộp. Mở hộp ra, Tom bị đấm bởi chiếc găng tay đấm bốc trên đầu Jack và bị đánh bật ra. Jerry nhảy ra và giữ nó trong chiến thắng như một trọng tài quyền anh.
Tom đuổi theo Jerry một lần nữa, nhưng Jerry đưa ra một mảnh tầm gửi trước mặt anh ta và thuyết phục một Tom xấu hổ hôn anh ta. Tom đỏ mặt và trong khi quay lưng lại, Jerry đá anh ta ở phía sau. Con chuột phóng qua khe hộp thư ra ngoài trời. Khi Tom mở nắp hộp thư để xem Jerry đã đi đâu, Jerry ném một quả cầu tuyết vào mặt. Tom giận dữ chặn các khe để ngăn Jerry quay trở lại nhà.
Trong khi Jerry lê bước lên xuống trong tuyết dày trong nỗ lực giữ ấm vô ích, Tom lật tung chiếc đệm của mình và chuẩn bị đi ngủ. Anh ta không thể tự giải quyết; dàn hợp xướng trên trời hát những bài hát mừng phá vỡ sự im lặng của họ, châm chọc lương tâm của Tom với thông điệp về hòa bình và thiện chí Giáng sinh. Đầu tiên anh ta mở các khe để cho phép Jerry quay trở lại và khi con chuột không xuất hiện trở lại, mạo hiểm ra ngoài để tìm một Jerry hạ nhiệt, đông cứng thành một khối rắn. Lo sợ cho cuộc sống của Jerry, anh ta mang con chuột đông lạnh vào nhà và sưởi ấm anh ta bằng ngọn lửa, cứu mạng anh ta. Dần dần, Jerry tỉnh lại nhưng cảnh giác với con mèo. Tom đưa cho Jerry một cây kẹo, món quà Giáng sinh của anh ấy. Một Jerry thích thú liếm cây gậy của mình, nhưng sau đó nhanh chóng phản ứng để ngăn Tom uống từ bát sữa của mình. Anh ta nhúng cây gậy của mình vào bát và nghe thấy một tiếng nổ lớn. Jerry sử dụng cây gậy để câu một cái bẫy chuột mà anh ta đã trồng trước đó trong bát. Tom đánh giá cao cảnh báo của Jerry và con chuột chạy lại lỗ của anh ta. Anh ta dùng cây kẹo của mình để móc phô mai ra khỏi bẫy chuột. Tuy nhiên, thay vì chụp nhanh như một cái bẫy chuột thông thường, thì mùa xuân từ từ buông xuống, vang lên giai điệu của "Jingle Bells" khi Jerry mỉm cười ngưỡng mộ với "bẫy chuột âm nhạc".

## Lồng tiếng
- Clarence Nash và William Hanna vai Tom là chú mèo
- William Hanna vai Jerry là con chuột
- Frank Graham vai Narrator

## Đã có trên
DVD
- Tom and Jerry's Greatest Chases, Vol. 3
- Tom and Jerry Golden Collection Volume One, Disc 1
- Tom and Jerry Spotlight Collection Volume Two, Disc 1
- Warner Bros. Home Entertainment Academy Awards Animation Collection, Disc 2
- Warner Bros. Home Entertainment Academy Award-Nominated Animation – Cinema Favorites
- Tom and Jerry Spotlight Collection Double Feature, Disc 1
- Tom and Jerry: Santa's Little Helpers, Disc 1

Blu-ray
- Tom and Jerry Golden Collection Volume One, Disc 1

VHS
- Tom & Jerry's 50th Birthday Classics 3

## Đoàn làm phim
- Được giám sát bởi: William Hanna, Joseph Barbera
- Giám sát bổ sung: Rudolf Ising
- Cốt truyện: Joseph Barbera, William Hanna
- Hoạt hình: George Gordon, Bill Littlejohn, Irven Spence, Jack Zander, Cecil Surry, Michael Lah, Pete Burness, Kenneth Muse, Ray Abrams, Carl Urbano
- Hình nền: Joseph Smith
- Âm nhạc: Scott Bradley
- Đồng sản xuất: William Hanna
- Được sản xuất bởi: Fred Quimby, Rudolf Ising